# Let's Get Loud
〈Let's Get Loud〉는 제니퍼 로페즈의 노래이다. 데뷔 앨범 《On the 6》의 다섯 번째 싱글이다.